# سسارة

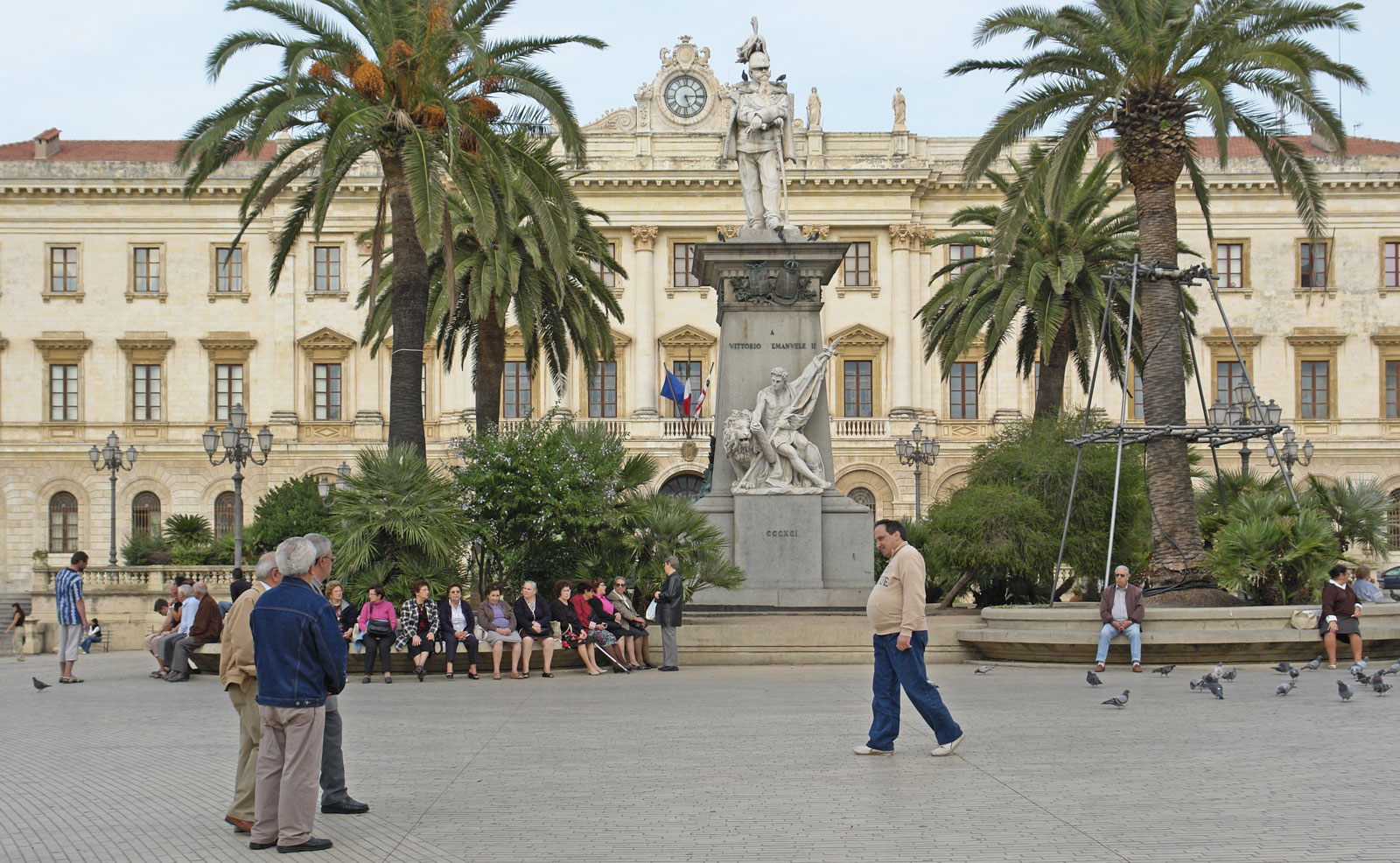
ساحة إيطاليا

سَسارة أو سَساري أو (نقحرة: ساساري) (بالإيطالية: Sassari)‏، ثاني أكبر مدينة في جزيرة سردينيا الإيطالية وعاصمة مقاطعة سَسَارة. تقع في الجزء الشمالي الشرقي من الجزيرة عدد سكانها 128.674 نسمة، وسَسَارة واحدة من أعرق المدن في سردينيا ولعلها تضم أفضل مجموعة من الفن السرديني.
جامعة سَسَارة الأقدم في سردينيا التي أسسها اليسوعيون في 1562م ولديها سمعة عالية، ولا سيما في الدراسات القانونية ؛ مكتباتها تحتوي على عدد من الوثائق القديمة منها Carta de Logu الشهير (الدستور الذي أصدرته القاضية جوديكيسا من arborea)، الذي يعد أول القوانين في سردينيا وأول الوثائق المكتوبة باللغة السردينية (القرن الحادي عشر).
لهجة سَسَارة ليست مماثلة تماما لهجات أخرى في سردينيا وإنما هو أقرب إلى اللغة الإيطالية، نظراً إلى عصور اتصالات طويلة مع الجمهوريات البحرية بيزا وجنوة.

## السكان
في سنة 1861 بلغ عدد السكان 25٬594 نسمة، وتطور العدد ليصل في سنة 2011 لـ 123٬782 نسمة.
يظهر هذا المخطط البياني تطور النمو السكاني لـ سَسارة

## التاريخ
ربما تكون سَسَارة قد أسست في أوائل العصور الوسطى من قبل السكان الرومان القدماء لميناء Turris Lybisonis (حاليا بورتو توريس والتي حتى ذلك الحين كانت المدينة الرئيسية في الجزيرة). أقدم ذكر لها كقرية تسمى تاثاري Tathari في وثيقة تعود لعام 1113 في أرشيف دير قديس بطرس في سيلكي. احتل الجنويون سَسَارة في عام 1166. واستمرت الهجرة حتى أصبحت في أوائل القرن الثالث عشر الأكثر اكتظاظا بالسكان في مدينة قضاء توريس. بعد اغتيال القاضي الأخير (1274) تبعت سَسَارة لجمهورية بيزا بوضع شبه مستقل.
و في عام 1294 أُهلك البيزيون من قبل الأسطول الجنوي في معركة ميلوريا وأمكن للمدينة أن تحرر نفسها : فأصبحت أول بلدية حرة في سردينيا وبقوانين خاصة بها، متحالفه مع جنوى التي سعدت بأن تراها بعيدة عن سيطرة البيزيين، قوانينها لسنة 1316 كانت ملفتة للانتباه من حيث تساهل عقوبات المفروضة بالمقارنة مع قوانين العقوبات في العصور الوسطى.
سلمت إلى الأراغونيون في عام 1323 وظلوا مهيمنين في القرون التالية، ولكنهم ثاروا ثلاث مرات على الأقل. فشلت محاولات لغزوها من جنوة. وفي عام 1391 استولى عليها برانكاليوني دوريا وماريانوس الخامس حاكم أربوريا والتي أصبحت العاصمة، ولكن في عام 1420 كان سقط في ايدي الأراغونيين الذين حل محلهم الإسبان في عام 1479. وفي عام 1527 احتلت من قبل الفرنسيين. خلال السيطرة الكاتالونية ومن ثم الإسبانية عرفت المدينة باسم Sàsser. عانت المدينة من مشاكل اقتصادية وفساد سياسي لحكامها ولوبائي طاعون في عامي 1528 و1652.
خلف الحكم النمساوي (1708-1717) مملكة سردينيا (1720-1861)، ومن ثم أصبحت جزءا من مملكة إيطاليا التي أنشئت حديثا.